# المحيط الهندي
المحيط الهندي هو ثالث أكبر محيط بين محيطات الأرض، يغطي حوالي 20% من المياه على سطح الأرض. ويحده من الشمال شبه القارة الهندية؛ من الغرب شرق أفريقيا، ومن الشرق شبة الجزيرة الهندية الصينية، جزر سوندا وأستراليا، ومن الجنوب يحده المحيط المتجمد الجنوبي (أنتاركتيكا). ومن المحيط فقط الكشف عن اسمه بعد بلد، والهند.
كعنصر واحد من المحيط العالمي المترابط، يتحدد المحيط الهندي من المحيط الأطلسي بواسطة خط الطول 20 درجة شرق الذي يمتد من جنوب رأس أقولاس، ومن المحيط الهادئ بواسطة خط الطول 146°55 درجة شرقا. أقصى الشمال من المحيط الهندي تقريبا 30 درجة شمالا في الخليج العربي. للمحيط الهندي تيارات محيطية غير منتظمة. يقدر عرض المحيط 10000 كيلومترا (6200 ميل) في جنوب أطراف قارة أفريقيا وأستراليا؛ مساحته 73.556.000 كم مربع (28.350.000 ميل مربع)، بما في ذلك البحر الأحمر والخليج العربي.
يقدر حجم المحيط 292.131.000 كيلومتر مكعب (70.086.000 ميل مكعب). يوجد به جزر صغيرة منتشرة في الحافات القارية. الجزيرة الأم في المحيط هي جزيرة مدغشقر، رابع أكبر جزيرة؛ جزيرة ريونيون، جزر القمر، سيشيل، جزر المالديف، موريشيوس، وسري لانكا. ويعد أرخبيل أندونيسيا هي حدود المحيط في الشرق..

## جغرافيا

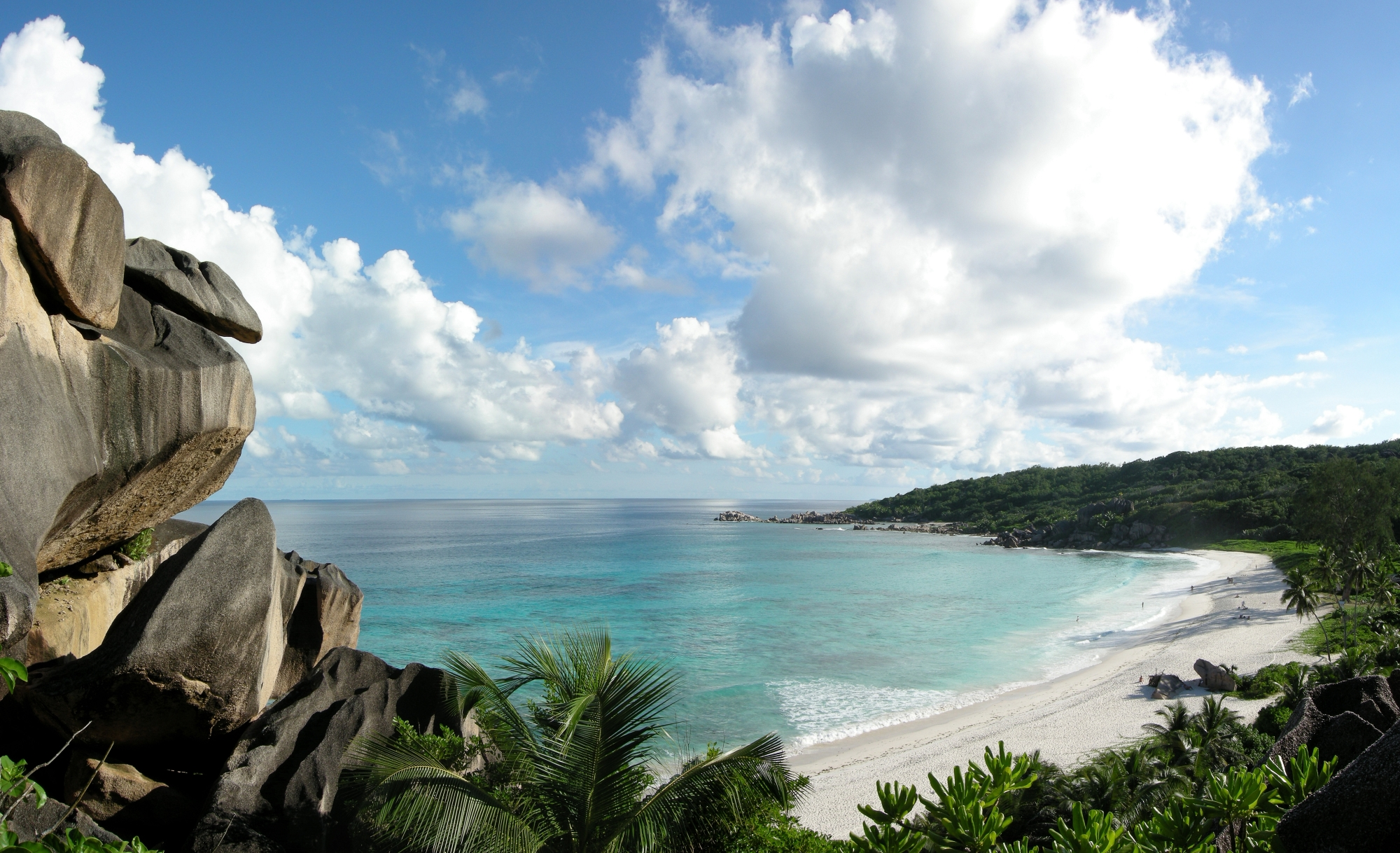
منظر لسواحل جزر سيشيل الواقعة في المحيط الهندي.

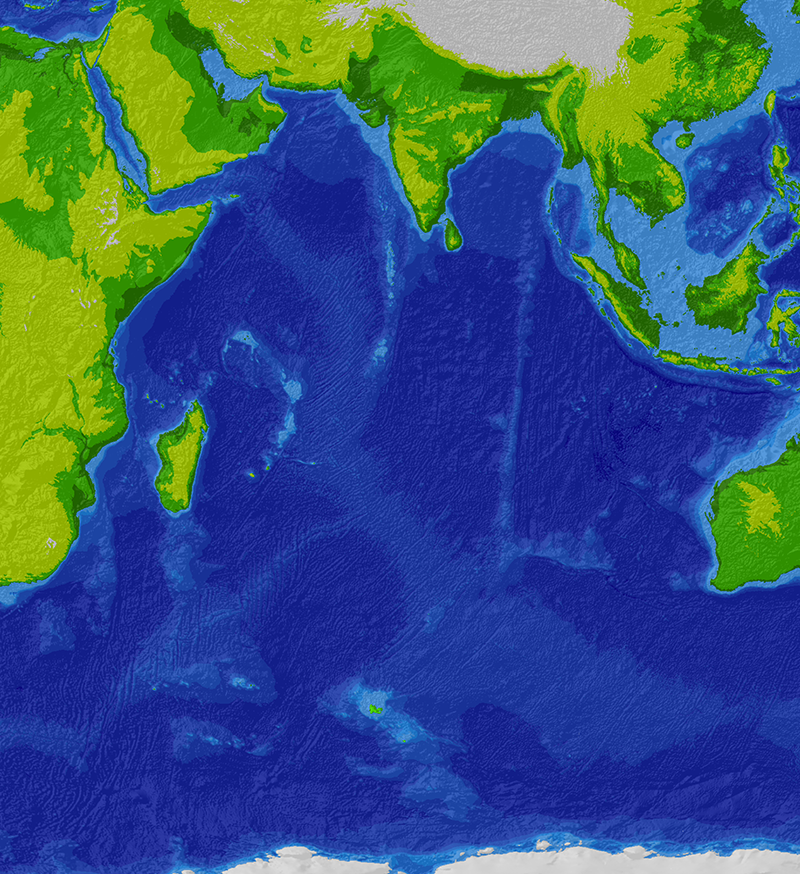
خريطة أعماق المحيط الهندي: مياه عميقة (أزرق غامق)، مياه أقل عمقا (أزرق فاتح).

تلتقي صفائح القشرة الأرضية لكل من قارة أفريقيا والهند والقارة القطبية الجنوبية في نقاط رودريغز الثلاثية في المحيط الهندي. تتشكل هذه الروابط بفروع أعراف منتصف المحيط لتشكل حرف Y بالمقلوب، مع صد الحركة لجنوب حافة الجرف القاري بالقرب من مومباي، الهند. تنقسم الأحواض الشرقية، الغربية والجنوبية لتشكل أحواض أصغر بسبب التلال.
تعتبر منحدرات المحيط القاري ضيقة، حيث يبلغ متوسط عرضها 200 كيلومترا (125 ميل) باستثناء الساحل الغربي لأستراليا حيث تجاوز عرضه 1,000 كلم (600 ميل). أما متوسط عمق المحيط هو 3,890 متر (12,760 قدم). أعمق نقطة 7,258 متر في خندق جاوة. شمال خط العرض 50 درجة جنوبا، وتغطي الرواسب البحرية 86 ٪ من الحوض الرئيسي، والتي هي أكثر من نصف الرسوبيات الجلوبوجرينية. والطبقات المتبقية 14 ٪ مع الرواسب الرملية. الرواسب الجليدية تسيطر على أقصى خطوط العرض الجنوبية.
أغلب الممرات المائية الضيقة موجودة في المحيط الهندي مثل باب المندب، مضيق هرمز، مضيق لومبوك، مضيق ملقا ومضيق بالك. والبحار تشمل خليج عدن، بحر أندامان، بحر العرب،خليج البنغال، الخليج الأسترالي الكبير، بحر لاكاديف، خليج منار، قناة موزمبيق، خليج عمان، الخليج العربي، البحر الأحمر، وغيرها من الروافد. كالارتباط بشكل صناعي إلى البحر الأبيض المتوسط عبر قناة السويس، ويمكن الوصول إليها عبر البحر الأحمر .

## الحدود

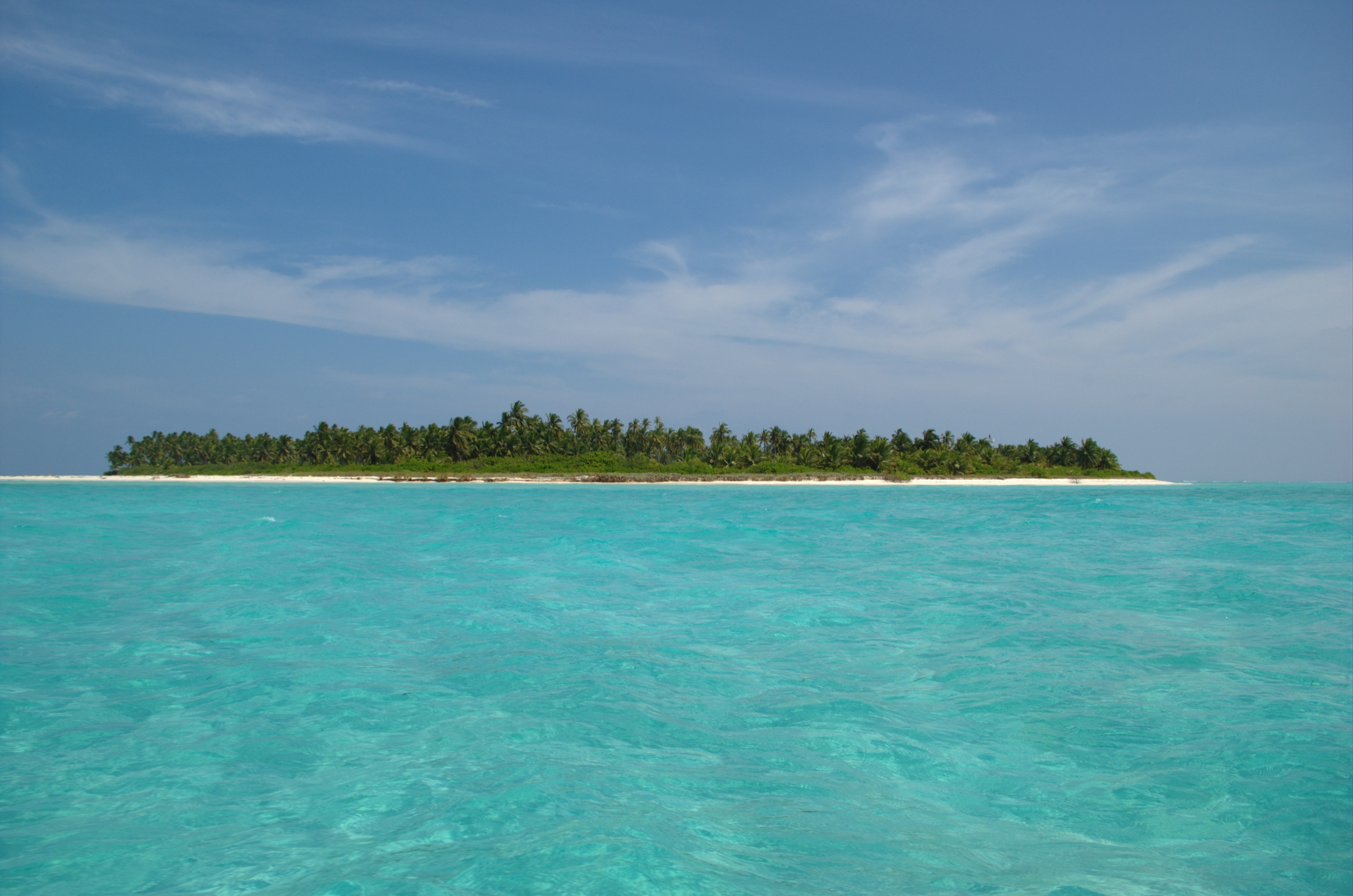
جزر لكشديب الهندية تحد المحيط الهندي من الشمال.

بغمر المحيط الهندي جنوب آسيا ويفصل أفريقيا عن أستراليا.
أن الطبعة الثالثة من تحديد المنظمة الهيدروغرافية الدولية (IHO) للمحيطات والبحار تعرف حدود المحيط الهندي (ما عدا أنه يحتوي على البحار) على النحو التالي :
- في الشمال - الحدود الجنوبية لبحر العرب وبحر لاكاديف، والحدود الجنوبية لخليج البنغال، الحدود الجنوبية من أرخبيل الهند الشرقية والحدود الجنوبية من خليج أستراليا الكبير.
- في الغرب - من 20 درجة طول شرقا من رأس أقولاس، وجنوبا على امتداد خط الطول هذا إلى أنتاركتيكا.
- في الشرق - من جنوب شرق كيب، والنقطة الجنوبية من تسمانيا أسفل خط الطول 146 ° 55'E إلى أنتاركتيكا (القارة القطبية الجنوبية).
- في الجنوب - القارة القطبية الجنوبية.

## المناخ
يتأثر مناخ شمال خط الاستواء من الرياح الموسمية. تهب رياح قوية شمالية شرقية من أبريل حتى أكتوبر، ومن مايو حتى أكتوبر تسود الرياح الجنوبية غربية. في بحر العرب، فإن الرياح الموسمية العاصفة تجلب الأمطار إلى شبه الجزيرة الهندية. في نصف الكرة الجنوبي الرياح عادة ما تكون أكثر اعتدالا، والعواصف الصيفية قرب موريشيوس قد تكون شديدة. عندما تغير الرياح الموسمية تتشكل الأعاصير التي تضرب غالباً بحر العرب و خليج البنغال. ويعتبر المحيط الهندي أدفأ محيطات العالم.

## علم المياه (الهيدرولوجيا)
من بين عدد قليل من الأنهار الكبيرة التي تصب في المحيط الهندي مثل نهر زمبيزي، شط العرب، نهر السند، الغانج، براهمابوترا، نهر جوبا ونهر أيروادي. تتحكم الرياح الموسمية بشكل رئيسي بالتيارات. تيارين دائريين كبيرين، واحدة باتجاه عقارب الساعة في نصف الكرة الشمالي والآخر جنوب خط الاستواء تتحرك عكس اتجاه عقارب الساعة، تشكل تدفق سائد منتظم. وخلال فترة الرياح الموسمية في فصل الشتاء، ومع ذلك تنعكس التيارات في الشمال.
تتأثر حركة التيارات المائية العميقة أساسا بسبب المياه المتدفقة من المحيط الأطلسي، البحر الأحمر وتيارات القطب الجنوبي. درجة الحرارة الصغرى للسطح عند شمال خط العرض 20 درجة جنوبا هي 22 درجة مئوية (72 درجة فهرنهايت)، تتعدى 28 درجة مئوية (82 درجة فهرنهايت) إلى الشرق. تنخفض درجات الحرارة بسرعة جنوبا من خط عرض 40 درجة جنوبا.
تتراوح ملوحة المياه السطحية من 32 حتي 37 جزء لكل 1000، والأعلى في بحر العرب وفي الحزام ما بين جنوب أفريقيا وجنوب غرب أستراليا. توجد الكتل الثلجية والجبال الجليدية في جميع أيام السنة جنوب من 65 درجة جنوبا من خط العرض العام. متوسط الحدود الشمالية لجبال الجليد هو 45 درجة جنوبا.

## ملامح الاسطح الفرعية
كأصغر محيط من بين المحيطات الكبرى  فإنه يحتوي على مرتفعات متفرقة وحيّة، تشكل جزءاً من نظام أعراف منتصف المحيط في جميع أنحاء العالم : --
- مرتفعات كارلسبرغ.
- مرتفعات جنوب غرب الهند.
- مرتفعات جنوب شرق الهند.
- مرتفعات وسط الهند.

شواطئ
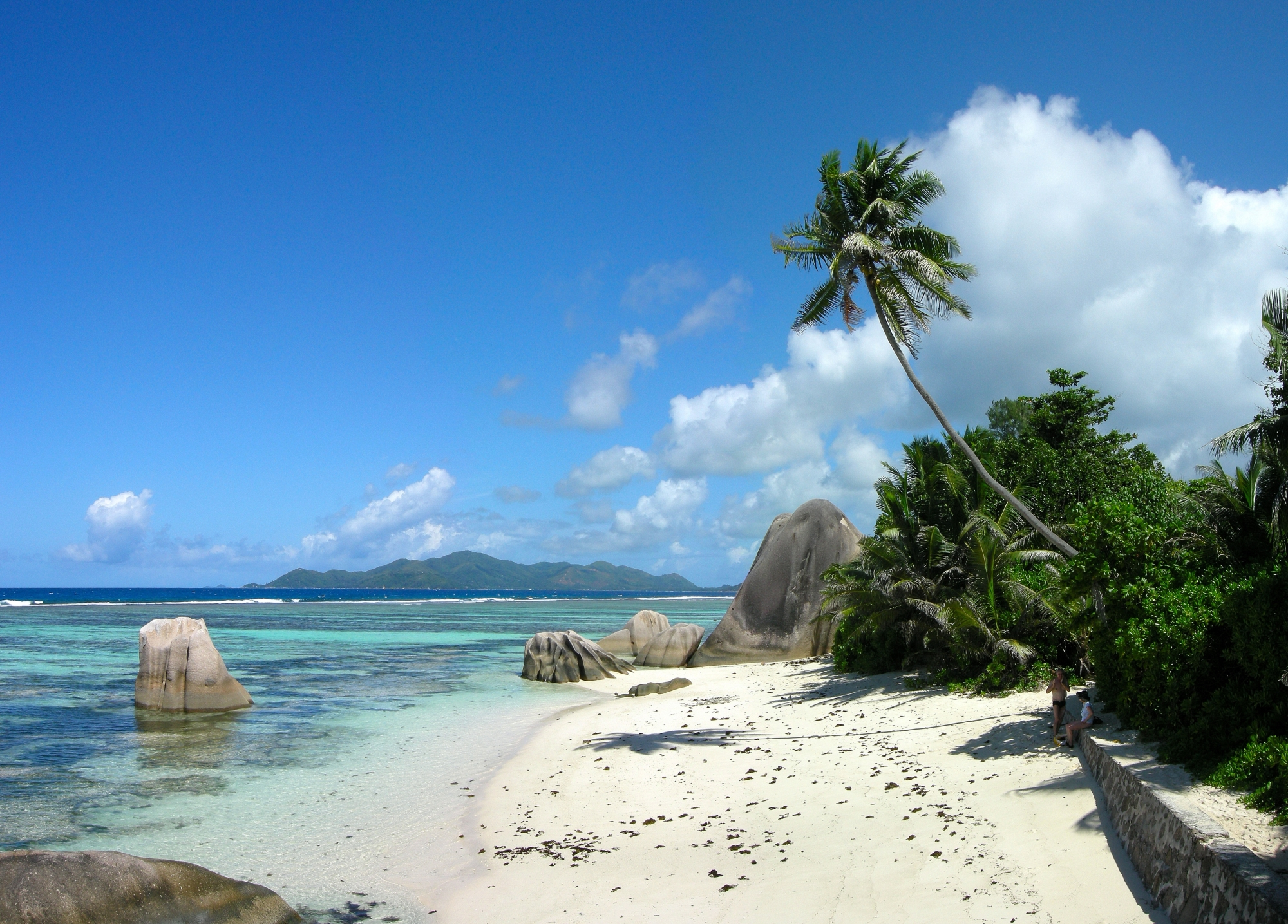
آنس سورس دارجانت، سيشل
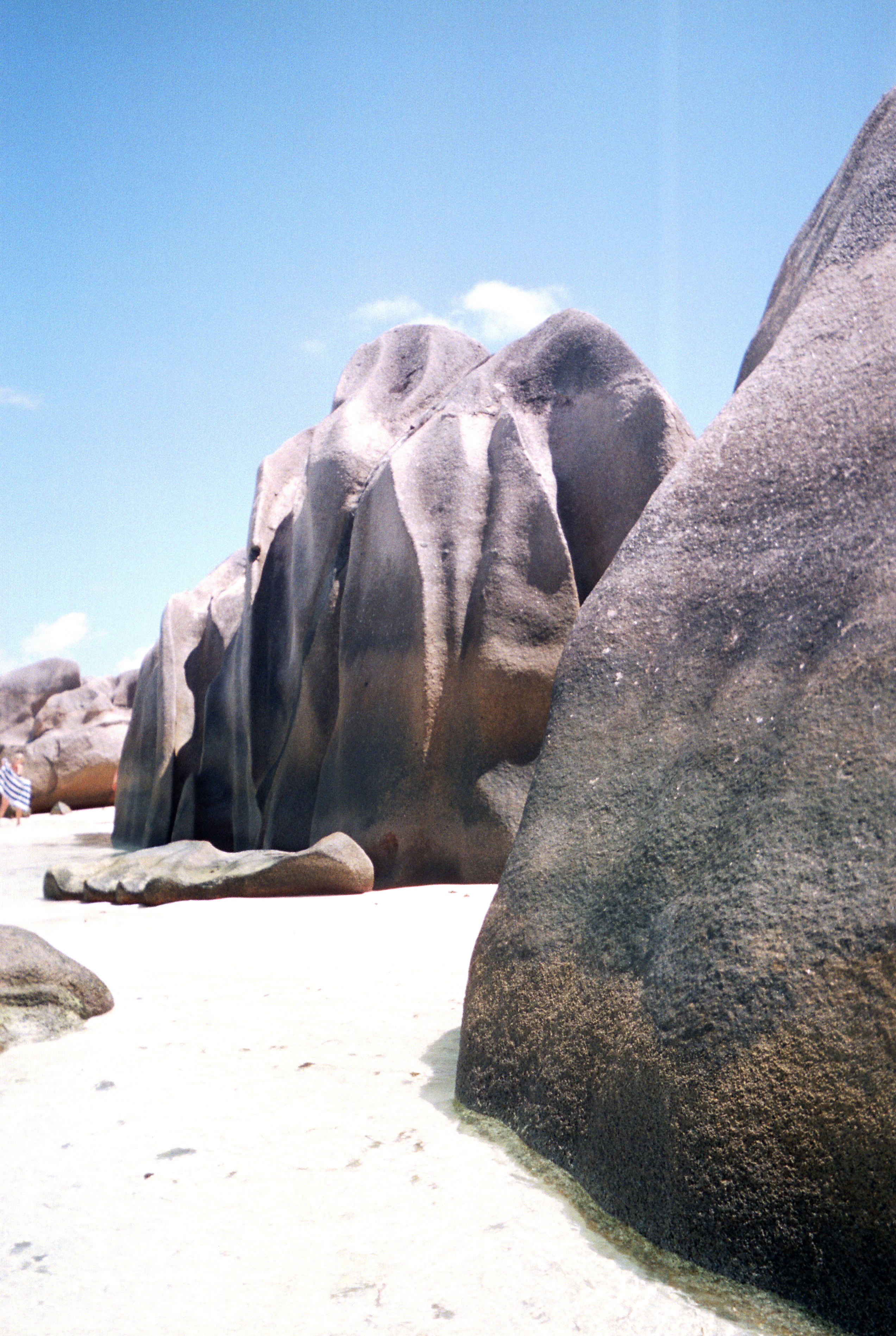
صخور الجرانيت في آنس سورس دارجانت.
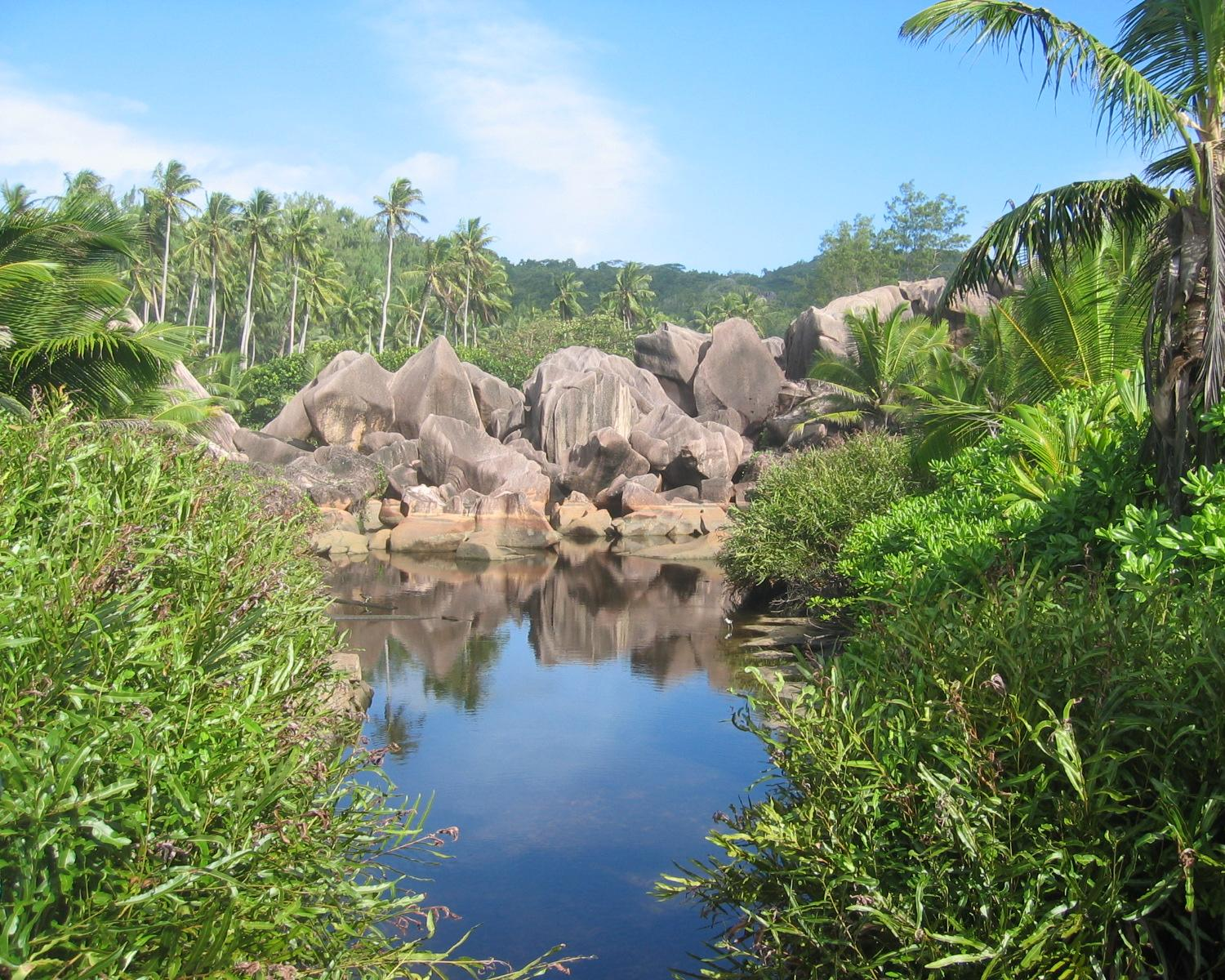
لاديغو ، سيشل
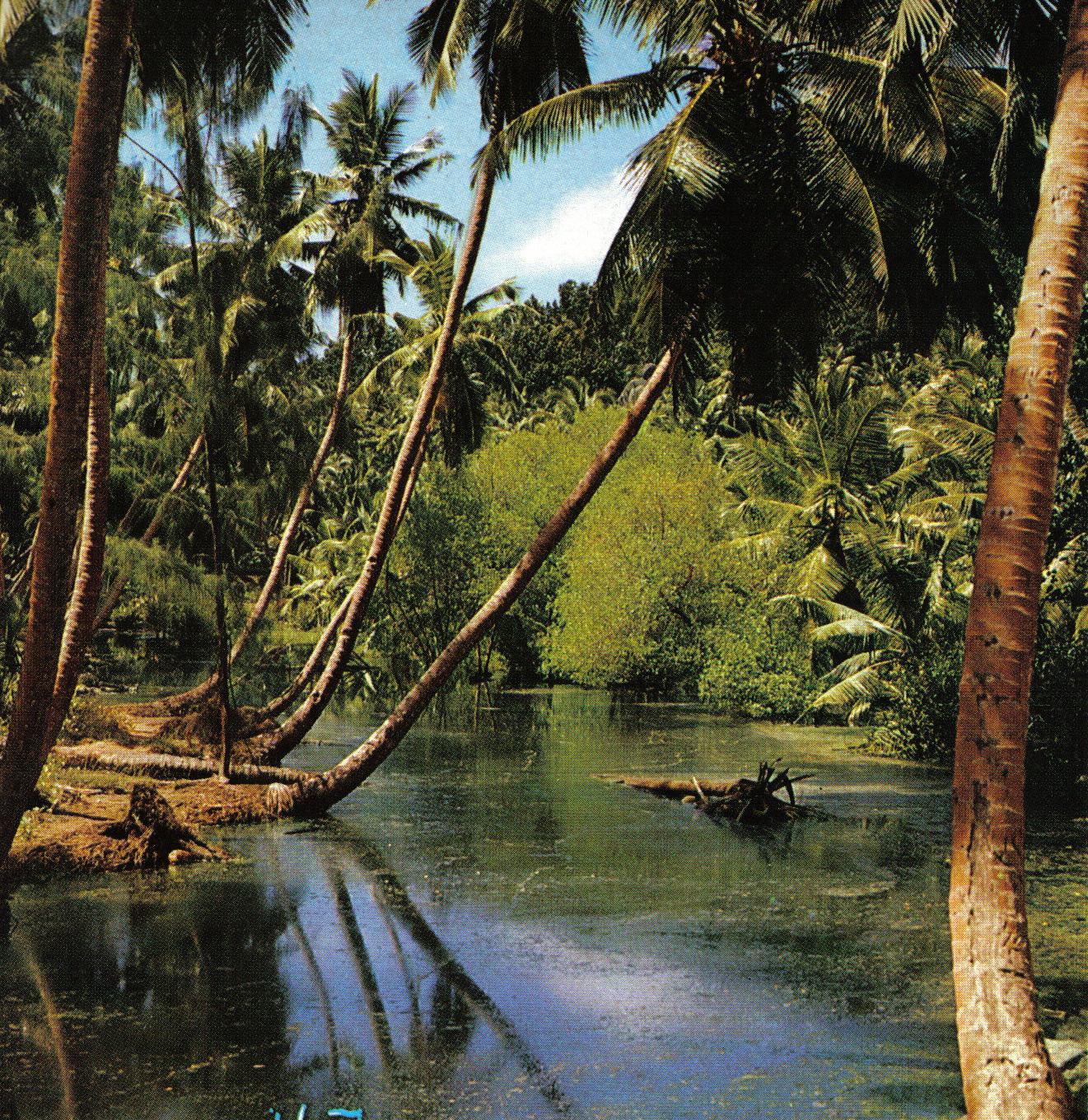
الغابات الإستوائية في لاديغو

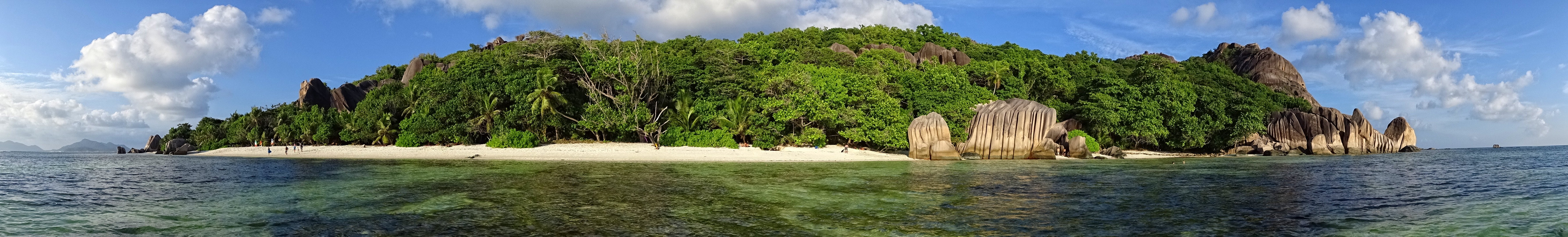
شاطيء "آنس سورس دارجانت " وتحيطه صخور الجرانيت في شكل الأفيال ؛ يناير بعد الظهر من عام 2015.

مرتفعات التسعين شرقا تمتد من شمال إلى الجنوب خط الطول 90 درجة شرقا تقسم المحيط الهندي إلى نصفين شرقي وغربي. ويوجد أيضا سلسلة جبال مغمورة تمتد تقريبا من الشمال إلى الجنوب بين جزر المالديف المرجانية وأرخبيل تشاغوس.
تعتبر هضبة كيرغولن قارة الصغيرة مغمورة من أصل بركاني في جنوب المحيط الهندي.
و تعتبر هضبة ماسكارين بطول 2000 كم تحت البحر، تقع شرق مدغشقر.

## الاقتصاد
يؤمّن المحيط الطرق البحرية التي تربط الشرق الأوسط، أفريقيا وشرق آسيا بكل من أوروبا وأمريكا. ويشهد ازدحام حركة نقل النفط ومنتجاته من حقول النفط المتواجدة بالخليج العربي وإندونيسيا، حيث تعبر فيه ناقلات نفط الخليج العربي وأندونيسيا.
وقد تم اكتشاف احتياطي هائل من الهيدروكربون على شواطئ السعودية، إيران، الهند وغرب أستراليا، وتقدر نسبة كمية الإنتاج النفطي البحري في المحيط الهندي ب40% من حجم الإنتاج العالمي. كما تغتني رمال الشواطئ بالمعادن الثقيلة، تم استغلال المعادن الشاطئية من قبل الدول المطلة على المحيط خاصة الهند، جنوب أفريقيا، إندونيسيا وتايلاند.
نظراً لارتفاع حركة المرور النسبية لناقلات النفط، فقد ارتفعت نسبة القرصنة قبالة الساحل الصومالي. لقد كان هذا تهديداً للملاحة الدولية منذ المرحلة الثانية من الحرب الأهلية الصومالية في أوائل القرن 21.

## الحياة البحرية
إن حرارة المحيط الهندي تحد من إنتاج البلانكتون أو العوالق باستثناء الضفاف الشمالية وبعض البقع المنتشرة في مناطق أخرى من المحيط، لذا فالحياة البحرية في المحيط الهندي محدودة، يقتصر الصيد على مناطق معينة وبمستويات محدودة، ورغم ذلك فهو يشكل مصدراً مهماً للبلدان المطلة، وإلى ذلك، يشهد المحيط الهندي رحلات صيد قادمة من روسيا واليابان وكوريا الجنوبية وتايوان، بحثاً عن القريدس وسمك التونا.
إن الحيوانات البحرية المهددة بالانقراض تشمل الأطوم والفقمة والسلاحف والحيتان.
يهدد التلوث النفطي كل من بحر العرب والخليج العربي والبحر الأحمر.

## التاريخ

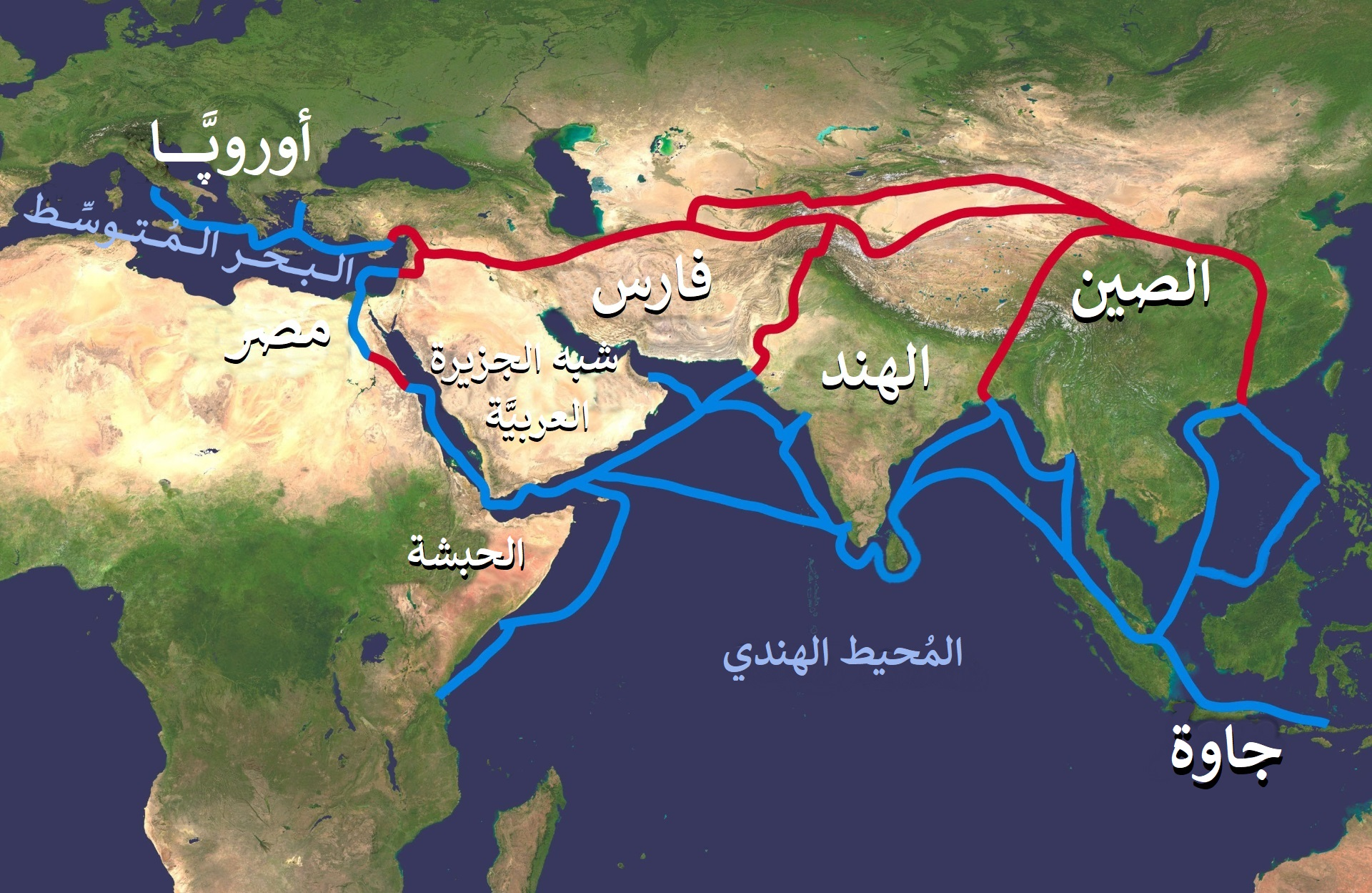
طريق الحرير المهم اقتصاديا (بالأحمر) وطرق تجارة التوابل (الأزرق) تم ايقافة من قبل قوات الدولة العثمانية في عام 1453 بعد سقوط الإمبراطورية البيزنطية، مما دفع المستكشفين للعثور على طريق بحري حول أفريقيا، وتسبب في عصر الاستكشاف.

جميع حضارات العالم القديمة في بلاد ما بين النهرين (بدءا من سومر)، مصر القديمة وشبه القارة الهندية (بدءا من حضارة وادي السند)، والتي بدأت على طول وديان نهري دجلة والفرات والنيل ونهر السند على التوالي تطورت جميعها حول المحيط الهندي. أما الحضارات الحديثة نشأت في بلاد فارس (بداية مع حضارة عيلام) وفيما بعد في جنوب شرق آسيا (بدءا من مملكة فونان).
خلال أول سلالة مصرية (تقريبا 3000 قبل الميلاد) ،أتم إرسال البحارة لمياهها المحيطة مسافرين إلى بلاد بونت لتكون جزءا من الصومال حاليا. وتعود السفن جالبة الذهب والمر. وقد كانت الرحلات البحرية التجارة قديما بين بلاد ما بين النهرين ووادي السند (تقريبا 2500 قبل الميلاد) على طول المحيط الهندي. دخل الفينيقيون في أواخر الألفية الثالثة ق م المنطقة، ولكن لم تستوطن.
المحيط الهندي يعتبر هادئا جدا وبالتالي مفتوحا للتجارة قبل المحيط الأطلسي أو المحيط الهادئ. الرياح الموسمية القوية تقود السفن بسهولة للغرب في وقت مبكر من هذا الموسم، ثم بعد الانتظار لبضعة أشهر تعود شرقا، وهذه تساعد الشعوب الأندونيسية لعبور المحيط الهندي لتستقر في مدغشقر.
كان إودوكسوس سزيكس أول يوناني يعبر المحيط الهندي في القرن الأول أو الثاني قبل الميلاد. هيبالوس يؤكد اكتشاف الطريق المباشر من شبه الجزيرة العربية إلى الهند خلال هذا الوقت. خلال القرنين الأول والثاني من الميلاد تكثفت العلاقات التجارية بين روما مصر وممالك التاميل مثل شيراز، شولاس وباندياس في جنوب الهند. يصف المؤلف المجهول في كتابه الإبحار في البحر الأحمر أو الأرتيري (Periplus of the Erythraean Sea) الطرق والموانئ وتجارة البضائع على طول سواحل أفريقيا والهند في عام 70 ميلادي تقريبا.
من عام 1405 حتى 1433، قاد الأدميرال تشنغ خه أسطول كبير لأسرة مينج على عدة رحلات إلى المحيط الغربي (الاسم الصيني للمحيط الهندي) وقد وصلت إلى البلاد الساحلية لشرق أفريقيا.(انظر تشنغ خه للزيادة من المعلومات).
في عام 1497 دار المستكشف البرتغالي فاسكو دا غاما حول رأس الرجاء الصالح وأصبح أول أوروبي يبحر إلى الهند وبعد ذلك إلى الشرق الأقصى.كانت السفن الأوروبية مسلحة بمدافع ثقيلة فهيمنت بسرعة على التجارة. حاول البرتغال تحقيق تفوق من خلال إنشاء الحصون في المضائق الهامة والموانئ. سيطروا على التجارة واستكشفوا جميع سواحل أفريقيا والهند حتى منتصف القرن 17. في وقت لاحق تحدى البرتغاليين قوات أخرى أوروبية. فقد وسعت شركة الهند الشرقية الهولندية عام (1602-1798) الرقابة على التجارة مع الشرق عبر المحيط الهندي. وأنشأت فرنسا وبريطانيا الشركات التجارية للمنطقة. أنشأت إسبانيا عملية التجارة الرئيسية في الفلبين والمحيط الهادئ. وبحلول عام 1815، أصبحت بريطانيا القوة الرئيسية في المحيط الهندي.
افتتاح قناة السويس عام 1869 أحيا الاهتمام الأوروبي في الشرق، ولكن لم تنجح أي دولة في تأسيس سيطرتها على التجارة. منذ الحرب العالمية الثانية اضطرت المملكة المتحدة للانسحاب من المنطقة، لتحل محلها الهند و الاتحاد السوفياتي، و الولايات المتحدة. وقد حاولت الإثنتين تأسيس هيمنتها عن طريق التفاوض لمواقع القواعد البحرية. البلدان النامية المطلة على المحيط تسعى إلى تحقيق «منطقة السلام»، بحيث أنها تستخدم ممراتها الملاحية بحرية، بالرغم من حفاظ كل من المملكة المتحدة والولايات المتحدة على القواعد العسكرية في جزيرة دييغو غارسيا في وسط المحيط الهندي.

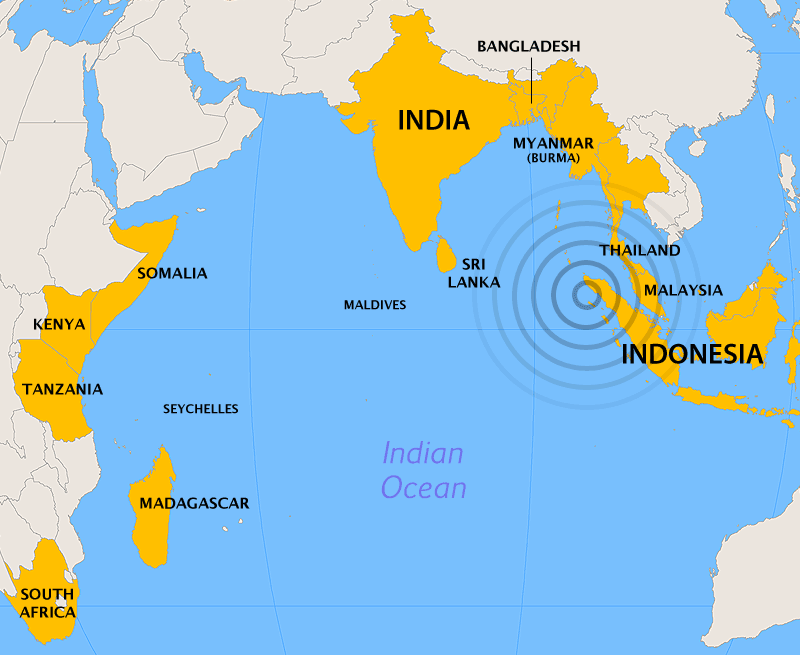
14 دولة تأثرت بسبب التسونامي في المحيط الهندي

في 26 ديسمبر 2004، أصيبت الدول المحيطة بالمحيط الهندي من التسونامي الناجم عن زلزال المحيط الهندي عام 2004. وأسفرت الموجات العالية في وفات أكثر من 226,000 حالة وتشريد أكثر من مليون شخص.

## أحداث هامة
القرن الرابع قبل الميلاد: البحارة المصريين القدماء يصلون إلى «أرض بونت» التي يعتقد أنها الصومال، ويكتشفون سواحلها، ويعودون بالذهب والبخور.
القرن الثالث قبل الميلاد: الفينيقيون يكتشفون المحيط الهندي ويبحرون فيه في أول رحلة تجارية بحرية بين بلاد الرافدين ووادي السند ولكن دون أي استيطانات.

## ثقافة وأدب
يعرف المحيط الهندي في الأدب السنسكريتي القديم بـ(راتناكارا) أي صانع الجواهر. وأيضاً يسمى عند الهنوس باللغة الهندية بـ(ماهاساجارا).

## المنافذ الرئيسية والموانئ
يعتبر ميناء مومباي أهم ميناء تجاري هندي على ساحل المحيط الهندي، غالباً ما يعرف باسم «بوابة الهند». الموانئ الهندية الأخرى الهامة على المحيط الهندي تشمل كوتشي، كلكتا، فيساخاباتنام وتشيناي، كلها معا تسيطر على تصدير السلع الهندية تجاه الشرق. ويعتبر ميناء عدن في اليمن من بين الموانئ العربية الهامة على المحيط الهندي، وبيرث في أستراليا وكراتشي في باكستان وغيرها من الموانئ الرئيسية في المحيط الهندي.